# 岡村隆司
岡村 隆司（おかむら たかし）は、日本の国会職員。第20代参議院事務総長。

## 来歴
静岡県浜松市出身。1985年（昭和60年）、早稲田大学を卒業し、参議院事務局へ入局。入局後、委員部副部長、議事部長などを歴任し、2016年（平成28年）12月より事務次長を務めた。
2019年（令和元年）12月9日、参議院事務総長に選任。2022年（令和4年）12月10日退任。